# Sibylle Berg
Sibylle Berg (Weimar, Alemania del Este, 2 de junio de 1968) es una autora y dramaturga contemporánea germano-suiza. Escribe novela, ensayo, relato corto, teatro, obra radiofónica y columnas políticas.
Berg está considerada una de las escritoras y dramaturgas más célebres e influyentes del mundo de habla alemana. Sus 18 libros y 32 obras de teatro han sido traducidos a 30 idiomas..Sibylle Berg ha ganado 18 prestigiosos premios a lo largo de su dilatada carrera; entre ellos cabe destacar: el Gran Premio Suizo de Literatura (2020), el galardón literario más importante del país, como reconocimiento a toda su carrera; el Premio Bertolt Brecht de Literatura (2020); el Premio Suizo del Libro (2019) por GRM Brainfuck del que se hizo eco The Washington Post el Premio de Dramaturgia Else Lasker-Schüler (2019), el Premio de Teatro Nestroy (2019), comparable al Oscar a la obra del año en los países de habla alemana o el Premio de Radioteatro de Invidentes de Guerra (Hörspielpreis der Kriegsblinden) (2016), entre muchos otros. La escritura de Berg se ha comparado con la de Kurt Vonnegut, Brett Easton Ellis, Michel Houellebecq o Will Self. Se ha convertido en una figura icónica de la subcultura alternativa alemana y se ha granjeado una gran base de fans entre la comunidad LGBTQ+ y las comunidades artísticas europeas. Vive entre Suiza e Israel.

## Vida personal
Sibylle Berg nació el 2 de junio de 1968 en Weimar. Pasó su infancia y juventud con una familia de acogida en Constanza (Rumanía). Su padre era profesor de música y su madre era bibliotecaria. Antes de comenzar su educación superior en Alemania Occidental, recibió entrenamiento como buzo militar. Estudió Oceanografía en la Universidad de Hamburgo y trabajó en diversas obras. En 1996, se trasladó a Zúrich (Suiza). Se casó en 2004 y tiene la ciudadanía suiza desde 2012. También es conocida por su activismo y por apoyar el movimiento Straight Edge. Berg se identifica como persona no binaria, aunque usa indistintamente los pronombres femeninos y los neutros.
El 25 de septiembre de 2023 se anunció que Sibylle Berg concurrirá a las elecciones al Parlamento Europeo de junio de 2024 por el Partido de la Sátira.
En las elecciones europeas de 2024, Berg fue elegido diputado al Parlamento Europeo junto con Martin Sonneborn. Berg tiene nacionalidad alemana y ciudadanía suiza.

## Novelista
Su primera novela, Ein paar Leute suchen das Glück und lachen sich tot (Unas cuantas personas buscan la felicidad y se mueren de risa) se publicó en Reclam después de 50 rechazos en otras editoriales. El libro vendió unos 400 000 ejemplares y sigue reeditándose más de dos décadas después. 
Berg ha escrito 17 novelas. Cuando se publica uno de sus libros, Sibylle Berg suele organizar una gira de presentaciones que se parece más a una serie de conciertos de rock que a un tour promocional de la obra. Normalmente, estos eventos atraen a miles de personas. En 2012, con el lanzamiento de su libro Vielen Dank für das Leben (Muchas gracias por la vida), la gira de presentaciones contó con la participación de los actores y actrices Katia Riemann, Mathias Brandt  y la música Mariya Ocher.
Para la gira por el lanzamiento de GRM Brainfuck (que trata de la Inglaterra neoliberal después del Brexit), Sibylle Berg creó un espectáculo de lectura multimedia con tres actores, el joven rapero de grime T. Roadz (de 14 años), además de estrellas más veteranas del género como Prince Rapid (fundador de Ruff Sqwad) o Slix. En 2019, se publicó GRM Brainfuck en Kiepenheuer & Witsch, pasó meses en la lista de los más vendidos y vendió centenares de miles de ejemplares. La obra ha recibido numerosos premios, entre los que se cuenta el Premio Suizo del Libro (2019), entre otros, es la primera obra de Berg que se traduce al español.

## Dramaturga
Sibylle Berg ha escrito 31 obras teatrales. En el 2000, su segunda obra dramática Helges Leben (La vida de Helge), un encargo del Festival de Teatro de Mülheim, se representó en dicho festival.
En 2008, la obra Von denen die überleben (De quienes sobreviven) se representó en el teatro más importante de Zúrich en colaboración con destacados artistas como Jon Pylypchuk o Gabríela Friðriksdóttir, entre otros.
En 2013, Berg empezó a trabajar con el Teatro Maxim Gorki de Berlín, y su primera obra Es sagt mir nichts, das sogenannete Draussen (El supuesto afuera no me dice nada) fue seleccionada en 2014 como obra del año por Theater heute.
En 2015, la obra Und dann kam Mirna (Y entonces llegó Mirna) ganó el Premio Friedrich Luft como mejor producción de Berlín y Potsdam.
En 2019, la obra Wonderland Ave. (Avenida Wonderland) fue invitada a las jornadas teatrales de Mülheim.
En 2019, la obra Hass-Triptychon — Wege aus der Crisis (Tríptico de odio — Salidas de la crisis) ganó el Premio Nestroy como mejor obra del año de los países de habla alemana.
Las obras de Berg se han puesto en escena y emitido en Estados Unidos, Gran Bretaña, Italia, Francia, España, Polonia, Lituania, la República Checa, Eslovenia, Hungría, Turquía, Dinamarca, Suecia, Noruega, Países Bajos, Rumanía y Bulgaria.

## Activismo social

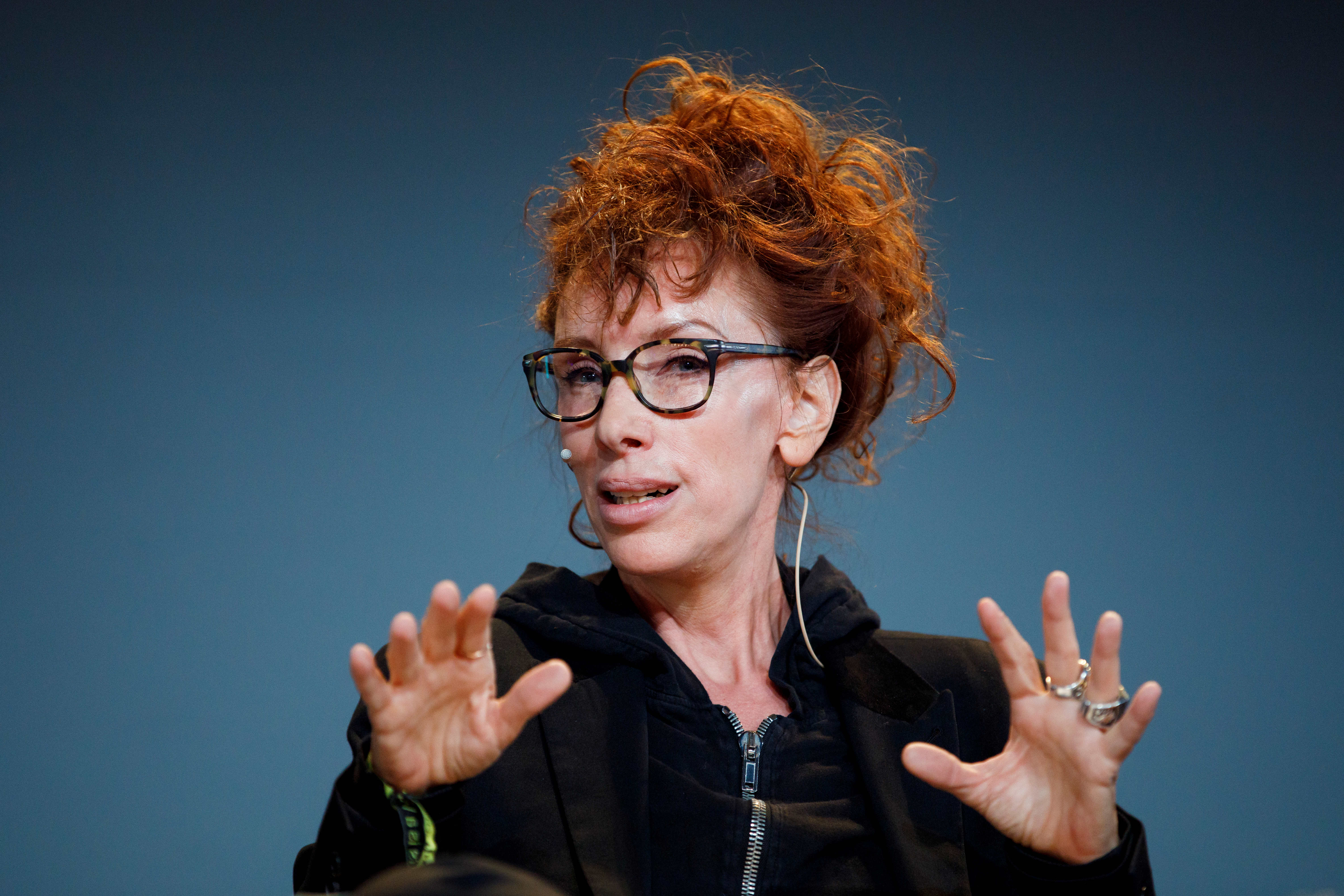
Sibylle Berg.

Sibylle Berg es activista social. En 2018 lanzó un referéndum contra las compañías de seguros que vigilan a sus asegurados sin orden judicial. Trabaja con p≡p coop, una fundación que aboga por la privacidad y el software libre con el fin de garantizar la privacidad de todo el mundo. Sibylle Berg apoya el referéndum DNI-E contra la privatización de un proyecto de pasaporte digital que está previsto que caiga en manos de empresas privadas.
En 2019, en respuesta a la historiografía dominada por el hombre, Sibylle Berg, junto con otras mujeres, publicó El canon para la visibilidad de las mujeres en la ciencia, el arte y la literatura.
También participa activamente en el campo de la divulgación científica. Dirige una sección de entrevistas llamada "Nerds retten die Welt" (La gente friki salva el mundo) en la revista suiza Republik.
Apoya la Carta de los Derechos Fundamentales Digitales de la Unión Europea, publicada a finales de noviembre de 2016.
Además, es una de las invitadas habituales a la conferencia europea re:publica.

## Otros proyectos
Berg ha colaborado con medios como Die Zeit, el Neue Zürcher Zeitung o Die Presse, entre otros. También escribe en Spiegel Online desde enero de 2011, con su columna S.P.O.N. – Fragen Sie Frau Sibylle (Pregúntenle a Doña Sybille), publicada semanalmente hasta marzo de 2018 y cada quince días desde entonces. Su columna tiene más de 4 millones de seguidores. También lleva una sección de entrevistas para el medio digital suizo Republik titulada "Nerds retten die Welt" (La gente friki salva el mundo), donde habla con especialistas de diversas disciplinas. En 2020 ha publicado un libro que toma el mismo título que la sección donde se reúnen todas las conversaciones hasta la fecha, publicado en Kiepenheuer & Witsch.
Ha compuesto la letra de varias canciones de la cantante suiza Sina. En 2011, la canción “Ich Schwöru”, escrita por Berg y cantada por Sina, fue la canción del año y la más tocada en las bodas suizas. También compuso la letra de Speed para Phillip Boa and the Voodooclub. Junto con Rammstein y Element of Crime, Phillip Boa and the Voodooclub cantan en el audiolibro de su novela Sex II (1999). Desde enero de 2016 hasta diciembre de 2017 narraba sus propias piezas satíricas en off antes de la presentación de los invitados en el programa de entrevistas de ZDFneo Schulz & Böhmermann.

## Directora
En marzo de 2013, Sibylle Berg codirigió con Hasko Weber Angst Reist mit (El miedo viaja con nosotros) en el Teatro de Stuttgart. El mismo año, el Festival de Berlín le rindió homenaje con una jornada titulada "Un día con Sibylle Berg", donde dirigió todo un día de eventos (con la participación de 60 célebres artistas, algunas amistades y otros colaboradores). En octubre de 2015, dirigió la obra How To Sell A Murder House (Cómo vender una casa donde se ha producido un asesinato) en el Teatro Neumarkt de Zúrich.

## Canon educativo
En 2018 colaboró con Simone Meier, Hedwig Richter, Margarete Stokowski y otras siete personas para crear la lista “Mujeres que deberías conocer”, que se publicó en agosto de ese año en Spiegel Online y Watson.ch. El canon incluye a 145 mujeres en tres grupos de personalidades femeninas, subdivididos en ciencia, tecnología, investigación, así como en política, literatura y arte.

## Labor docente
Berg enseña dramaturgia en la Universidad de Bellas Artes de Zúrich en 2013.

## Premios
- 2000: Premio Literario de Marburgo por Amerika
- 2006/07: Beca de la Fundación Landis & Gyr[48]
- 2008: Premio Wolfgang Koeppen[49]
- 2012: Premio de la Ciudad de Zúrich[50]
- 2014: Obra teatral del año de la revista  Theater heute por Es sagt mir nichts, das sogenannte Draußen (El supuesto afuera no me dice nada)[51]
- 2015: Premio Friedrich Luft por Und dann kam Mirna (Y entonces llegó Mirna)[52]
- 2016: Premio de los Invidentes de Guerra por la mejor obra radiofónica por Und jetzt: Die Welt! (¡Y ahora, el mundo!)
- 2016: Premio del Público. Jornadas de Teatro de Mülheim por Und dann kam Mirna (Y entonces llegó Mirna) en el Teatro Maxim Gorki de Berlín[53]
- 2016: Premio de Dramaturgia Else Lasker-Schüler[54]
- 2017: Premio de la Ciudad de Zúrich[55]
- 2019: Premio Literario de Kassel de Humor Grotesco[56]
- 2019: Premio Literario de Thüringen[57]
- 2019: Premio Nestroy a la mejor obra por Hass-Triptychon – Wege aus der Krise (Tríptico de odio — Salidas de la crisis). (El premio de dramaturgia más importante en lengua alemana)[58]
- 2019: Premio del Libro Suizo por GRM. Brainfuck[59]
- 2020: Gran Premio de Literatura de Suiza (a toda su carrera, el galardón literario más importante del país)[60]
- 2020: Premio Literario Bertolt Brecht[61]
- 2020: Premio Johann Peter Hebel (gala en mayo de 2021)[62]
- 2021 | url=https://newsrnd.com/life/2021-08-26-"theatre-today"-survey--schauspielhaus-zürich-wins-main-prizes.SkZyvClrbK.html | access-date=4 de diciembre de 2021}</ref>
- 2022: Premio Dreitannen de Literatura[63]

## Obras traducidas al español
- GRM. Brainfuck. Alianza de Novelas, Madrid 2020. Trad. Núria Molines Galarza

## Obras traducidas al inglés
- By the Way, Did I Ever Tell You. Editor Raphael Gygax, Distributed Art Pub Incorporated 2007, ISBN 9783905770773
- AND NOW: THE WORLD! Dirigida por Abigail Graham, Hackney Showroom, Londres 2015.
- Wonderland Avenue, encargada por Frieze Projects para la Feria de Arte Frieze de 2016. Dirigida por Sebastian Nuebling. Escenografía del artista alemán Claus Richter.

## Obras en alemán

### Prosa
- Ein paar Leute suchen das Glück und lachen sich tot (Unas cuantas personas buscan la felicidad y se mueren de risa). Reclam, Leipzig 1997; Reclam, Stuttgart 2008, ISBN 978-3-15-021577-7
- Sex II (Sexo II). Reclam, Leipzig 1998; Reclam, Stuttgart 2009, ISBN 978-3-15-021665-1
- Amerika (América). Hoffmann und Campe, Hamburgo 1999; Goldmann, Múnich 2001, ISBN 3-442-44848-4
- Gold (Oro). Hoffmann und Campe, Hamburgo 2000; Ed. bolsillo: Kiepenheuer & Witsch, Colonia 2002, ISBN 3-462-03098-1.
- Das Unerfreuliche zuerst. Herrengeschichten. (Primero, lo desagradable. Historias de señores) Kiepenheuer & Witsch, Colonia 2001, ISBN 3-462-03037-X.
- Ende gut (Feliz final). Kiepenheuer & Witsch, Colonia 2004; Rowohlt Verlag, Reinbek 2005, ISBN 3-499-23858-6[64]
- Habe ich dir eigentlich schon erzählt… – Ein Märchen für alle (Te he contado alguna vez… – Un cuento para todo el mundo). Ilustrado por Rita Ackermann yAndro Wekua. Kiepenheuer & Witsch, Colonia 2006, ISBN 3-462-03735-8
- Die Fahrt (El viaje). Kiepenheuer & Witsch, Colonia 2007; Rowohlt, Reinbek 2009, ISBN 978-3-499-24775-0
- Der Mann schläft (El hombre duerme). Hanser, Múnich 2009; dtv, Múnich 2011, ISBN 978-3-423-14002-7.
- Vielen Dank für das Leben (Gracias por la vida). Hanser, Múnich 2012, ISBN 978-3-446-23970-8
- Wie halte ich das nur alles aus? Fragen Sie Frau Sibylle?  (¿Cómo se supone que tengo que aguantar esto? Pregúntele a Doña Sibylle). Hanser, Múnich 2013, ISBN 978-3-446-24322-4
- Der Tag, als meine Frau einen Mann fand (El día en que mi mujer encontró a un hombre). Hanser, Múnich 2015, ISBN 978-3-446-25408-4.
- Wunderbare Jahre. Als wir noch die Welt bereisten (Maravillosos años. Cuando aún viajábamos por el mundo). Hanser, Múnich 2016, ISBN 978-3-462-05143-8
- GRM. Brainfuck. Kiepenheuer & Witsch, Colonia 2019, ISBN 978-3-462-05143-8
- Nerds retten die Welt. (La gente friki salva el mundo). Kiepenheuer & Witsch, Colonia 2020, ISBN 3-462-05460-0
- RCE. #RemoteCodeExecution Kiepenheuer & Witsch, Köln 2022, ISBN 978-3-462-00164-8.
- My rather strange friend Walter. S. Fischer Verlage, Berlin 2024, ISBN 978-3-7373-7257-2.
- Try Praying. Kiepenheuer & Witsch, Köln 2024, ISBN : 978-3-462-00648-3.

### Teatro
- Herr Mautz (Señor Mautz). (2002)
- Eine Stunde Glück (Una hora de felicidad). (2003)
- Schau, da geht die Sonne unter (Mira, el sol se pone). (2003)
- Das wird schon. Nie mehr Lieben! (Todo irá bien. ¡Nunca Volver a amar!). (2004)
- Wünsch dir was. Ein Musical (Pide un deseo. Un musical). (2006)
- Habe ich dir eigentlich schon erzählt... (¿Te he contado alguna vez…?). 02/10/2007 Teatro Alemán de Gotinga. Directora: Katja Fillmann. (2007)
- Von denen, die überleben (De aquellos que sobreviven). (2008)
- Die goldenen letzten Jahre (Los últimos años dorados. (2009)
- Nur nachts (Solamente de noche). (2010)
- Hauptsache Arbeit! (¡Sobre todo, trabajo!). (2010)
- Missionen der Schönheit (Misiones de la belleza). (2010)
- Lasst euch überraschen (Dejaos sorprender). (2010)
- Die Damen warten (Las damas esperan). (2012)
- Angst reist mit (El miedo nos acompaña). Debut como directora (2013)
- Es sagt mir nichts, das sogenannte Draußen (El supuesto afuera no me dice nada). (2013)
- Mein ziemlich seltsamer Freund Walter (Mi ligeramente raro amigo Walter). (2014)
- Viel gut essen, von Frau Berg (Comida riquísima, de Doña Berg). (2014)
- Und jetzt: Die Welt! (Y ahora: ¡el mundo!). (2015)
- Und dann kam Mirna (Y entonces llegó Mirna). (2015)
- How To Sell A Murder House (Cómo vender una casa donde se ha producido un asesinato). (2015)
- Nach uns das All oder Das innere Team kennt keine Pause. (Después de nosotros el todo  o El equipo interior no conoce el descanso), Teatro Maxim Gorki, Berlín, 15/09/2017. Director: Sebastian Nübling. (2017)
- Wonderland Ave. (Avenida Wonderland). en Schauspiel Colonia, 8/06/2018. Director: Ersan Mondtag (2018)
- Hass-Triptychon — Wege aus der Krise (Tríptico de odio — Salidas de la crisis). Director: Ersan Mondtag (2019)
- In den Gärten (En los jardines). Teatro de Basilea, 16/11/2019. Director: Miloš Lolić (2019)
- Und sicher ist mit mir die Welt verschwunden (Y seguramente el mundo desapareció conmigo). Teatro Maxim Gorki, Berlín, 24/10/2020. Director: Sebastian Nübling (2020)
- GRM Brainfuck (basado en la novela de 2019 del mismo nombre). Un musical. 2 de julio de 2021 Estreno mundial en el Teatro del mundo. Director: Sebastian Nübling. Montaje: Sibylle Berg (2021)
- GRM Brainfuck (basado en la novela de 2019 del mismo nombre). Un musical. 10 de septiembre de 2021 estreno en el Teatro Thalia. Director: Sebastian Nübling. Montaje: Sibylle Berg (2021)
- It can only get better / Sólo puede mejorar. Estreno el 21 de septiembre de 2023 en el Berliner Ensemble. Director: Max Lindemann.
- RCE #RemoteCodeExecution , at: Berliner Ensemble, 25. April 2024. Director: Kay Voges.
- Toto o Gracias por esta vida( basada en la novela de 2012 Gracias por esta vida),  Estreno el 24 de octubre de 2024 en el Burgtheater de Viena. Director: Ersan Mondtag

### Obras radiofónicas
- Sex II versión abreviada de Sibylle Berg, con música de Phillip Boa, Rammstein, Element of Crime, etc. Reclam, Leipzig 1999.
- Amerika, versión abreviada de Sibylle Berg, Hoffmann und Campe, Hamburgo 1999.
- Gold versión abreviada de Sibylle Berg, Hoffmann und Campe, Hamburgo 2000.
- Sex II. Dirección: Stefan Hardt, Inga Busch y Beate Jensen (SWR). 2000.
- Ein paar Leute suchen das Glück und lachen sich tot. Dirección: Beate Andres. Voces: Sophie Rois, Dagmar Sitte, Christian Berkel, etc. (NDR/HR), Múnich 2003
- Ende gut, Hörspiel. Dirección: Claudia Johanna Leist. Composición: Caspar Brötzmann (WDR). 2005.
- Das wird schon. Nie mehr lieben! Adaptación: Wolfgang Stahl. Dirección: Sven Stricker. Voces: Leslie Malton, Stefanie Stappenbeck, Daniela Ziegler, Andreas Fröhlich (NDR); obra radiofónica del mes, julio de 2006.
- Hongkong Airport, 23.45 h. Dirección: Claudia Johanna Leist. Voces: Judith Engel, Leonie Landa, Markus John, Jens Harzer, Achim Buch, Marion Breckwoldt, etc. (WDR) 2007.
- Der Mann schläft. Dirección: Leonhard Koppelmann. Composición: Gerd Bessler. Voces: Judith Engel, Leonie Landa, Markus John, Jens Harzer, Achim Buch, Marion Breckwoldt, Christian Redl (NDR) 2010.
- Vielen Dank für das Leben, versión abreviada de Gustav Peter Wöhler, 5 CD, 397 minutos, obra radiofónica de Hamburgo, Hamburgo 2012.
- Und jetzt: die Welt! Oder: Es sagt mir nichts, das sogenannte Draußen. Dirección: Stefan Kanis. Voz: Marina Frenk (MDR) 2015.
- GRM Brainfuck. Voces: Torben Kessler, Lisa Hrdina. Argon Verlag GmbH, Berlín 2019